# Campeonato Europeu de Fórmula 3 da FIA de 2013
O Campeonato Europeu de Fórmula 3 da FIA de 2013 foi a segunda edição da Fórmula 3 Europeia sob chancela da FIA, e a 22ª da história, incluindo a primeira versão, entre 1975 e 1984, e a Euroseries, entre 2003 e 2012. O campeonato contou com pilotos competindo em monopostos Dallara de 2 litros, construídos em conformidade com os regulamentos técnicos da Fórmula 3. A temporada começou no Autódromo Nacional de Monza em 23 de março e terminou em 20 de outubro em Hockenheimring . A F3-Euro fez parte das reuniões do Deutsche Tourenwagen Masters em sete eventos triplos, com outros eventos triplos como parte do Campeonato Mundial de Carros de Turismo, do Campeonato Mundial de Endurance da FIA e da Superstars Series.
O campeão foi Raffaele Marciello, da Prema Powerteam, que tinha sido vice-campeão em 2012. Felix Rosenqvist, da Mücke, foi o vice, ficando 32,5 pontos atrás de Marciello. Os companheiros de equipe de Marciello , Alex Lynn e Lucas Auer, terminaram em terceiro e quarto lugar, respectivamente, permitindo que a Prema fosse campeã dentre as equipes. O piloto da Carlin, Harry Tincknell, completou o Top-5 com uma vitória em sua rodada em casa, em Silverstone. Pascal Wehrlein – antes de mudar para o DTM – e Daniil Kvyat foram os únicos pilotos fora dos cinco primeiros a vencer na temporada.

## Pilotos e equipes
Todos os carros estavam equipados com pneus Hankook.
| Equipe                      | Chassi   | Motor            | Nº. | Piloto              | Rodadas |
| --------------------------- | -------- | ---------------- | --- | ------------------- | ------- |
| Prema Powerteam             | F312/030 | Mercedes         | 1   | Raffaele Marciello  | Todas   |
| Prema Powerteam             | F312/014 | Mercedes         | 2   | Alex Lynn           | Todas   |
| Prema Powerteam             | F312/005 | Mercedes         | 24  | Lucas Auer          | Todas   |
| Prema Powerteam             | F312/015 | Mercedes         | 25  | Eddie Cheever III   | Todas   |
| Carlin                      | F312/010 | Volkswagen       | 3   | Harry Tincknell     | Todas   |
| Carlin                      | F312/004 | Volkswagen       | 4   | Jordan King         | Todas   |
| Carlin                      | F312/001 | Volkswagen       | 26  | Nicholas Latifi     | Todas   |
| Carlin                      | F312/040 | Volkswagen       | 27  | Jann Mardenborough  | Todas   |
| Carlin                      | F312/016 | Volkswagen       | 51  | Daniil Kvyat        | 3–9     |
| Carlin                      | F312/016 | Volkswagen       | 51  | Nick Cassidy        | 10      |
| kfzteile24 Mücke Motorsport | F312/023 | Mercedes         | 5   | Pascal Wehrlein     | 1       |
| kfzteile24 Mücke Motorsport | F312/023 | Mercedes         | 5   | Michael Lewis       | 2–10    |
| kfzteile24 Mücke Motorsport | F312/004 | Mercedes         | 6   | Felix Rosenqvist    | Todas   |
| kfzteile24 Mücke Motorsport | F312/019 | Mercedes         | 28  | Mitchell Gilbert    | Todas   |
| kfzteile24 Mücke Motorsport | F312/039 | Mercedes         | 29  | Roy Nissany         | Todas   |
| ma-con                      | F312/045 | Volkswagen       | 7   | Sven Müller         | 1–7     |
| ma-con                      | F312/045 | Volkswagen       | 7   | Stefano Coletti     | 10      |
| ma-con                      | F312/046 | Volkswagen       | 8   | André Rudersdorf    | Todas   |
| URD Rennsport               | F312/011 | Mercedes         | 9   | Lucas Wolf          | Todas   |
| Jo Zeller Racing            | F312/048 | Mercedes         | 10  | Sandro Zeller       | Todas   |
| Fortec Motorsports          | F312/007 | Mercedes         | 11  | Félix Serrallés     | Todas   |
| Fortec Motorsports          | F312/003 | Mercedes         | 12  | Luis Felipe Derani  | Todas   |
| Fortec Motorsports          | F312/036 | Mercedes         | 30  | Josh Hill           | 1–5     |
| Fortec Motorsports          | F312/035 | Mercedes         | 30  | John Bryant-Meisner | 9–10    |
| Fortec Motorsports          | F312/035 | Mercedes         | 31  | Dmitry Suranovich   | 1       |
| Fortec Motorsports          | F312/035 | Mercedes         | 31  | Edward Jones        | 3       |
| Fortec Motorsports          | F312/035 | Mercedes         | 31  | William Buller      | 5       |
| Fortec Motorsports          | F312/035 | Mercedes         | 31  | Alfonso Celis Jr.   | 8       |
| ThreeBond with T-Sport      | F312/008 | ThreeBond Nissan | 14  | William Buller      | 1–4     |
| ThreeBond with T-Sport      | F312/008 | ThreeBond Nissan | 14  | Alexander Sims      | 6–9     |
| ThreeBond with T-Sport      | F312/008 | ThreeBond Nissan | 14  | Kevin Korjus        | 10      |
| ThreeBond with T-Sport      | F312/049 | ThreeBond Nissan | 15  | Richard Goddard     | Todas   |
| Double R Racing             | F312/043 | Mercedes         | 16  | Tatiana Calderón    | Todas   |
| Double R Racing             | F312/009 | Mercedes         | 17  | Antonio Giovinazzi  | Todas   |
| Double R Racing             | F312/004 | Mercedes         | 32  | Sean Gelael         | Todas   |
| Van Amersfoort Racing       | F312/052 | Volkswagen       | 18  | Dennis van de Laar  | Todas   |
| Van Amersfoort Racing       | F312/051 | Volkswagen       | 19  | Måns Grenhagen      | 1–5     |
| Van Amersfoort Racing       | F312/051 | Volkswagen       | 19  | Sven Müller         | 8–10    |
| EuroInternational           | F312/053 | Mercedes         | 20  | Tom Blomqvist       | Todas   |
| EuroInternational           | F312/003 | Mercedes         | 52  | Nick Cassidy        | 6       |
| Romeo Ferraris              | F312/003 | Mercedes         | 22  | Gary Thompson       | 1–2     |
| Romeo Ferraris              | F312/001 | Mercedes         | 23  | Michela Cerruti     | 1, 4, 6 |

### Mudanças de pilotos
- Hannes van Asseldonk anunciou que se retiraria do campeonato no final da temporada de 2012.[42]
- Após duas corridas pela Van Amersfoort Racing em 2012, Lucas Auer se mudou para a Prema Powerteam em 2013.[7]
- Emil Bernstorff, que competiu pela ma-con em 2012, perdeu sua vaga na equipe para 2013 e assinou com a  Lotus para a Fórmula Três Alemã.[43]
- Tom Blomqvist, que correu pela ma-con Motorsport em 2012, se mudou para a estreante EuroInternational.[9]
- Richard Bradley deixou a F3-Euro para correr na Super Formula com a KCMG em 2013.[44]
- William Buller se transferiu da Carlin para a ThreeBond with T-Sport.[29]
- A nova equipe Double R Racing contratou Tatiana Calderón, Sean Gelael e Antonio Giovinazzi.[33]
- A equipe Romeo Ferraris, da Superstars Series, se juntou ao campeonato, contratando Michela Cerruti.[40]
- Os pilotos da Fórmula Três Italiana Eddie Cheever III e Nicholas Latifi se juntaram, respectivamente, à Prema Powerteam e à Carlin.[45][10]
- Pietro Fantin e Jazeman Jaafar, que correram pela Carlin em 2012, deixaram a F3-Euro, se mudando para a Fórmula Renault 3.5.[46][47][48]
- Mitchell Gilbert, da F3 Alemã, e Roy Nissany, da ADAC Fórmula Masters, estrearam na categoria pela Mücke Motorsport.[16][17]
- Måns Grenhagen deixou a F3 Open Europeia para correr nessa temporada com a Van Amersfoort Racing.[36]
- Josh Hill, que representou a Fortec Motorsports na Fórmula Renault Norte Europeia de 2012, seguiu com a equipe na F3-Euro de 2013.[24]
- Ed Jones substituiu Dmitry Suranovich na Fortec durante a primeira rodada de Hockenheimring.[26]
- O campeão de 2012, Daniel Juncadella, deixou a F3-Euro, se juntando à Mercedes-Benz na DTM.[49]
- A Carlin contratou Jordan King, vice-campeão da Fórmula Renault Norte Europeia de 2012.[10]
- Daniil Kvyat se juntou à Carlin para correr na rodada de Hockenheimring.[11] Posteriormente, o russo anunciou que seguiria na equipe pelo resto da temporada.[50]
- Michael Lewis perdeu sua vaga na Prema, mas posteriormente, foi anunciado pela Mücke como substituto de Pascal Wehrlein.[14]
- Alex Lynn trocou a Fortec pela Prema.[6]
- Jann Mardenborough, que pilotou no GT Britânico, estreou na Fórmula 3 pela Carlin.[10]
- Sven Müller se mudou da Prema para a ma-con Motorsport em 2013.[18]
- Andrea Roda, que estava na Jo Zeller Racing, se mudou para a Auto GP com a Virtuosi UK.[51]
- André Rudersdorf, campeão na F3 Alemã, subiu para a F3 Europeia com a ma-con Motorsport.[20]
- O angolano Luís Sá Silva e o espanhol Carlos Sainz Jr. se mudaram para a GP3 Series, correndo, respectivamente pela Carlin e pela MW Arden.[52][53]
- Dmitry Suranovich, que corria na GP3 em 2012, se mudou para a F3-Euro, correndo pela Fortec Motorsports.[24]
- Após três temporadas na classe nacional da All-Japan Fórmula Três, Gary Thompson se juntou à F3-Euro pela Romeo Ferraris, competindo com licença japonesa.[41]

## Calendário
Um calendário provisório de dez rodadas foi anunciado em 18 de novembro de 2012, sendo alterado um mês depois, em 19 de dezembro, após os organizadores da DTM adiarem o evento de Norisring em uma semana para evitar o conflito com o German Grand Prix. Por causa disso, a etapa de Zandvoort foi transferida de julho para setembro. Em 1 de junho de 2013, a rodada de Le Castellet foi removida do calendário, sendo substituída por Vallelunga.
| N.R. | N.C. | Circuito/Localização                             | Data           | Apoio                        |
| ---- | ---- | ------------------------------------------------ | -------------- | ---------------------------- |
| 1    | 1    | Autodromo Nazionale Monza, Monza                 | 23 de março    | FIA WTCC Race of Italy       |
| 1    | 2    | Autodromo Nazionale Monza, Monza                 | 24 de março    | FIA WTCC Race of Italy       |
| 1    | 3    | Autodromo Nazionale Monza, Monza                 | 24 de março    | FIA WTCC Race of Italy       |
| 2    | 4    | Silverstone Circuit, Silverstone                 | 13 de abril    | 6 Horas de Silverstone       |
| 2    | 5    | Silverstone Circuit, Silverstone                 | 13 de abril    | 6 Horas de Silverstone       |
| 2    | 6    | Silverstone Circuit, Silverstone                 | 14 de abril    | 6 Horas de Silverstone       |
| 3    | 7    | Hockenheimring, Baden-Württemberg                | 4 de maio      | Deutsche Tourenwagen Masters |
| 3    | 8    | Hockenheimring, Baden-Württemberg                | 4 de maio      | Deutsche Tourenwagen Masters |
| 3    | 9    | Hockenheimring, Baden-Württemberg                | 5 de maio      | Deutsche Tourenwagen Masters |
| 4    | 10   | Brands Hatch, Kent                               | 18 de maio     | Deutsche Tourenwagen Masters |
| 4    | 11   | Brands Hatch, Kent                               | 18 de maio     | Deutsche Tourenwagen Masters |
| 4    | 12   | Brands Hatch, Kent                               | 19 de maio     | Deutsche Tourenwagen Masters |
| 5    | 13   | Red Bull Ring, Spielberg                         | 1 de junho     | Deutsche Tourenwagen Masters |
| 5    | 14   | Red Bull Ring, Spielberg                         | 1 de junho     | Deutsche Tourenwagen Masters |
| 5    | 15   | Red Bull Ring, Spielberg                         | 2 de junho     | Deutsche Tourenwagen Masters |
| 6    | 16   | Norisring, Nuremberg                             | 13 de julho    | Deutsche Tourenwagen Masters |
| 6    | 17   | Norisring, Nuremberg                             | 13 de julho    | Deutsche Tourenwagen Masters |
| 6    | 18   | Norisring, Nuremberg                             | 14 de julho    | Deutsche Tourenwagen Masters |
| 7    | 19   | Nürburgring, Rhineland-Palatinate                | 17 de agosto   | Deutsche Tourenwagen Masters |
| 7    | 20   | Nürburgring, Rhineland-Palatinate                | 17 de agosto   | Deutsche Tourenwagen Masters |
| 7    | 21   | Nürburgring, Rhineland-Palatinate                | 18 de agosto   | Deutsche Tourenwagen Masters |
| 8    | 22   | Circuit Park Zandvoort, Noord-Holland            | 28 de setembro | Deutsche Tourenwagen Masters |
| 8    | 23   | Circuit Park Zandvoort, Noord-Holland            | 28 de setembro | Deutsche Tourenwagen Masters |
| 8    | 24   | Circuit Park Zandvoort, Noord-Holland            | 29 de setembro | Deutsche Tourenwagen Masters |
| 9    | 25   | Autodromo Vallelunga "Piero Taruffi", Campagnano | 12 de outubro  | Superstars Series            |
| 9    | 26   | Autodromo Vallelunga "Piero Taruffi", Campagnano | 13 de outubro  | Superstars Series            |
| 9    | 27   | Autodromo Vallelunga "Piero Taruffi", Campagnano | 13 de outubro  | Superstars Series            |
| 10   | 28   | Hockenheimring, Baden-Württemberg                | 19 de outubro  | Deutsche Tourenwagen Masters |
| 10   | 29   | Hockenheimring, Baden-Württemberg                | 19 de outubro  | Deutsche Tourenwagen Masters |
| 10   | 30   | Hockenheimring, Baden-Württemberg                | 20 de outubro  | Deutsche Tourenwagen Masters |

## Resultados
| Round | Round | Circuito                             | Pole position      | Volta mais rápida  | Piloto vencedor    | Equipe vencedora            |
| ----- | ----- | ------------------------------------ | ------------------ | ------------------ | ------------------ | --------------------------- |
| 1     | R1    | Autodromo Nazionale Monza            | Pascal Wehrlein    | Pascal Wehrlein    | Raffaele Marciello | Prema Powerteam             |
| 1     | R2    | Autodromo Nazionale Monza            | Pascal Wehrlein    | Pascal Wehrlein    | Pascal Wehrlein    | kfzteile24 Mücke Motorsport |
| 1     | R3    | Autodromo Nazionale Monza            | Raffaele Marciello | Raffaele Marciello | Raffaele Marciello | Prema Powerteam             |
| 2     | R1    | Silverstone Circuit                  | Harry Tincknell    | Lucas Auer         | Harry Tincknell    | Carlin                      |
| 2     | R2    | Silverstone Circuit                  | Harry Tincknell    | Alex Lynn          | Felix Rosenqvist   | kfzteile24 Mücke Motorsport |
| 2     | R3    | Silverstone Circuit                  | Alex Lynn          | Félix Serrallés    | Raffaele Marciello | Prema Powerteam             |
| 3     | R1    | Hockenheimring                       | Raffaele Marciello | Raffaele Marciello | Raffaele Marciello | Prema Powerteam             |
| 3     | R2    | Hockenheimring                       | Raffaele Marciello | Raffaele Marciello | Raffaele Marciello | Prema Powerteam             |
| 3     | R3    | Hockenheimring                       | Daniil Kvyat       | Jordan King        | Felix Rosenqvist   | kfzteile24 Mücke Motorsport |
| 4     | R1    | Brands Hatch                         | Alex Lynn          | Alex Lynn          | Alex Lynn          | Prema Powerteam             |
| 4     | R2    | Brands Hatch                         | Alex Lynn          | Raffaele Marciello | Raffaele Marciello | Prema Powerteam             |
| 4     | R3    | Brands Hatch                         | Alex Lynn          | Raffaele Marciello | Lucas Auer         | Prema Powerteam             |
| 5     | R1    | Red Bull Ring                        | Daniil Kvyat       | Felix Rosenqvist   | Felix Rosenqvist   | kfzteile24 Mücke Motorsport |
| 5     | R2    | Red Bull Ring                        | Daniil Kvyat       | Felix Rosenqvist   | Felix Rosenqvist   | kfzteile24 Mücke Motorsport |
| 5     | R3    | Red Bull Ring                        | Daniil Kvyat       | Felix Rosenqvist   | Felix Rosenqvist   | kfzteile24 Mücke Motorsport |
| 6     | R1    | Norisring                            | Felix Rosenqvist   | Lucas Auer         | Raffaele Marciello | Prema Powerteam             |
| 6     | R2    | Norisring                            | Raffaele Marciello | Raffaele Marciello | Alex Lynn          | Prema Powerteam             |
| 6     | R3    | Norisring                            | Raffaele Marciello | Felix Rosenqvist   | Felix Rosenqvist   | kfzteile24 Mücke Motorsport |
| 7     | R1    | Nürburgring                          | Raffaele Marciello | Raffaele Marciello | Raffaele Marciello | Prema Powerteam             |
| 7     | R2    | Nürburgring                          | Raffaele Marciello | Felix Rosenqvist   | Raffaele Marciello | Prema Powerteam             |
| 7     | R3    | Nürburgring                          | Raffaele Marciello | Raffaele Marciello | Raffaele Marciello | Prema Powerteam             |
| 8     | R1    | Circuit Park Zandvoort               | Daniil Kvyat       | Daniil Kvyat       | Daniil Kvyat       | Carlin                      |
| 8     | R2    | Circuit Park Zandvoort               | Felix Rosenqvist   | Felix Rosenqvist   | Felix Rosenqvist   | kfzteile24 Mücke Motorsport |
| 8     | R3    | Circuit Park Zandvoort               | Felix Rosenqvist   | Felix Rosenqvist   | Felix Rosenqvist   | kfzteile24 Mücke Motorsport |
| 9     | R1    | Autodromo Vallelunga "Piero Taruffi" | Raffaele Marciello | Alex Lynn          | Raffaele Marciello | Prema Powerteam             |
| 9     | R2    | Autodromo Vallelunga "Piero Taruffi" | Alex Lynn          | Alex Lynn          | Alex Lynn          | Prema Powerteam             |
| 9     | R3    | Autodromo Vallelunga "Piero Taruffi" | Raffaele Marciello | Alexander Sims     | Raffaele Marciello | Prema Powerteam             |
| 10    | R1    | Hockenheimring                       | Raffaele Marciello | Felix Rosenqvist   | Felix Rosenqvist   | kfzteile24 Mücke Motorsport |
| 10    | R2    | Hockenheimring                       | Felix Rosenqvist   | Felix Rosenqvist   | Felix Rosenqvist   | kfzteile24 Mücke Motorsport |
| 10    | R3    | Hockenheimring                       | Raffaele Marciello | Felix Rosenqvist   | Raffaele Marciello | Prema Powerteam             |

## Classificação do campeonato
Sistema de pontuação
| Posição | 1º | 2º | 3º | 4º | 5º | 6º | 7º | 8º | 9º | 10º |
| Pontos  | 25 | 18 | 15 | 12 | 10 | 8  | 6  | 4  | 2  | 1   |

### Campeonato de pilotos
A terceira corrida em Monza foi interrompida com bandeira vermelha devido à chuva torrencial. Com isso, os organizadores do campeonato concederam meio ponto a cada um dos classificados elegíveis para pontuar.
| Pos.                                        | Piloto              | MNZ | MNZ | MNZ | SIL | SIL | SIL | HOC | HOC | HOC | BRH | BRH | BRH | RBR | RBR | RBR | NOR | NOR | NOR | NÜR | NÜR | NÜR | ZAN | ZAN | ZAN | VAL | VAL | VAL | HOC | HOC | HOC | Pontos |
| Pos.                                        | Piloto              | R1  | R2  | R3  | R1  | R2  | R3  | R1  | R2  | R3  | R1  | R2  | R3  | R1  | R2  | R3  | R1  | R2  | R3  | R1  | R2  | R3  | R1  | R2  | R3  | R1  | R2  | R3  | R1  | R2  | R3  | Pontos |
| ------------------------------------------- | ------------------- | --- | --- | --- | --- | --- | --- | --- | --- | --- | --- | --- | --- | --- | --- | --- | --- | --- | --- | --- | --- | --- | --- | --- | --- | --- | --- | --- | --- | --- | --- | ------ |
| 1                                           | Raffaele Marciello  | 1   | 2   | 1   | 6   | 2   | 1   | 1   | 1   | 4   | 2   | 1   | DSQ | 4   | 13  | 6   | 1   | 3   | 2   | 1   | 1   | 1   | 5   | 16  | Ret | 1   | Ret | 1   | 2   | 4   | 1   | 489,5  |
| 2                                           | Felix Rosenqvist    | Ret | 4   | 11  | 3   | 1   | 2   | 8   | 10  | 1   | 4   | 5   | 3   | 1   | 1   | 1   | 2   | 2   | 1   | 3   | 9   | 5   | 2   | 1   | 1   | 10  | 9   | 6   | 1   | 1   | 2   | 457    |
| 3                                           | Alex Lynn           | 8   | 6   | 3   | 2   | 6   | 3   | 15  | 7   | 6   | 1   | 2   | Ret | 7   | 12  | 8   | 3   | 1   | 3   | 14  | 7   | 6   | 3   | 2   | 3   | 3   | 1   | 4   | 4   | 2   | 8   | 339,5  |
| 4                                           | Lucas Auer          | 2   | Ret | 4   | 4   | 3   | 7   | 7   | 4   | 12  | 3   | 3   | 1   | 10  | 4   | 3   | 13  | 13  | 6   | 5   | 5   | 2   | 7   | 12  | 7   | 7   | 5   | Ret | 26  | 3   | 3   | 277    |
| 5                                           | Harry Tincknell     | 5   | 5   | 6   | 1   | 4   | 9   | 5   | 13  | 25  | 5   | 7   | 2   | 12  | 7   | 4   | 6   | 8   | 8   | 11  | 10  | 4   | 6   | 6   | 6   | 11  | 18  | 8   | 5   | 5   | 5   | 227    |
| 6                                           | Jordan King         | 7   | Ret | 9   | 11  | Ret | 6   | 11  | 9   | 5   | 7   | 13  | 11  | 3   | 6   | 5   | 17  | 9   | 9   | 4   | 4   | Ret | 4   | 4   | 2   | 13  | Ret | 5   | 6   | 8   | 9   | 176    |
| 7                                           | Tom Blomqvist       | 13  | 3   | 10  | 10  | 5   | 14  | 3   | 3   | 8   | 6   | 6   | 5   | 17  | 8   | Ret | 5   | 7   | 4   | 13  | 12  | 22  | 9   | 8   | 8   | 12  | 12  | 14  | 10  | 12  | 4   | 151,5  |
| 8                                           | Luis Felipe Derani  | 11  | 19  | 5   | 9   | 8   | Ret | 14  | 14  | 10  | 14  | 18  | 17  | 18  | 11  | 9   | 15  | 5   | 7   | 6   | 2   | 3   | 19  | 5   | 5   | 6   | 6   | 2   | 7   | 11  | Ret | 143    |
| 9                                           | Sven Müller         | 12  | 9   | 22  | 12  | Ret | Ret | 4   | 8   | 7   | Ret | 4   | 4   | 6   | Ret | Ret | Ret | 17  | 10  | 10  | 6   | Ret | 10  | 7   | 22  | 8   | 8   | Ret | 3   | 6   | 7   | 122    |
| 10                                          | Alexander Sims      |     |     |     |     |     |     |     |     |     |     |     |     |     |     |     | 14  | 4   | 5   | 2   | 3   | Ret | Ret | 10  | 9   | 2   | 2   | 3   |     |     |     | 112    |
| 11                                          | Félix Serrallés     | 6   | 7   | 15  | 8   | DNS | 4   | 2   | 5   | 2   | 16  | 15  | 16  | Ret | 22  | 13  | 4   | 6   | Ret | 8   | 8   | 12  | Ret | Ret | 15  | Ret | Ret | Ret | 11  | DSQ | Ret | 104    |
| 12                                          | Josh Hill           | 23  | 8   | 12  | Ret | 7   | Ret | 6   | 2   | 13  | 8   | 8   | 13  | Ret | 5   | 12  |     |     |     |     |     |     |     |     |     |     |     |     |     |     |     | 56     |
| 13                                          | Eddie Cheever III   | 10  | 13  | 8   | 19  | 10  | Ret | Ret | 19  | 9   | 17  | 11  | Ret | 8   | 9   | Ret | 11  | 16  | 14  | 16  | 15  | 9   | 13  | Ret | 17  | 5   | 4   | Ret | 9   | 10  | 17  | 50     |
| 14                                          | Pascal Wehrlein     | 3   | 1   | 2   |     |     |     |     |     |     |     |     |     |     |     |     |     |     |     |     |     |     |     |     |     |     |     |     |     |     |     | 49     |
| 15                                          | Nicholas Latifi     | 16  | 15  | Ret | 5   | Ret | 10  | 23  | 22  | 15  | Ret | 27  | 7   | 5   | Ret | 7   | Ret | 19  | Ret | 19  | 17  | 21  | 8   | 11  | Ret | 17  | 11  | Ret | 12  | 13  | Ret | 45     |
| 16                                          | William Buller      | 4   | Ret | 7   | 7   | 9   | 5   | 9   | 11  | 17  | 9   | 9   | 12  | 14  | 16  | 14  |     |     |     |     |     |     |     |     |     |     |     |     |     |     |     | 39     |
| 17                                          | Antonio Giovinazzi  | 22† | 12  | 13  | DSQ | DNS | 11  | 12  | Ret | 24  | 11  | 16  | 9   | 15  | 23  | Ret | Ret | 23  | Ret | 18  | 16  | 10  | 14  | Ret | 11  | 9   | 7   | 13  | 17  | 7   | 6   | 31     |
| 18                                          | Lucas Wolf          | Ret | 18  | Ret | 17  | 13  | 17  | 18  | 18  | 11  | 12  | 14  | 6   | 16  | 3   | 11  | Ret | 14  | 19  | Ret | Ret | 14  | DNS | 24  | 19  | 19  | Ret | Ret | 19  | 16  | Ret | 28     |
| 19                                          | Michael Lewis       |     |     |     | 13  | 11  | Ret | 22  | 21  | 16  | DNS | DNS | DNS | 9   | 10  | 15  | 10  | 10  | Ret | 7   | 11  | 7   | Ret | 13  | 13  | 16  | 15  | 10  | 15  | 16  | 10  | 23     |
| 20                                          | Dennis van de Laar  | 9   | 10  | Ret | 18  | 12  | Ret | 13  | 6   | 14  | Ret | 17  | Ret | 23  | 25  | Ret | Ret | 18  | 13  | 23  | 19  | 15  | 11  | 15  | 23  | 14  | 16  | 9   | 8   | 9   | 12  | 22     |
| 21                                          | Jann Mardenborough  | Ret | 11  | 14  | 16  | DNS | 8   | 16  | Ret | 22  | 13  | 10  | Ret | 13  | 21  | Ret | 7   | 27  | 12  | 15  | Ret | 11  | 16  | 23† | 14  | 18  | Ret | 11  | 16  | 18  | 11  | 12     |
| 22                                          | Roy Nissany         | Ret | 17  | Ret | 21  | 18  | Ret | 24  | 16  | Ret | 18  | 23  | 8   | 11  | 15  | 10  | 8   | 15  | Ret | 17  | Ret | 18  | 15  | 14  | 12  | 22  | 13  | 17  | 18  | 15  | 15  | 11     |
| 23                                          | Mitchell Gilbert    | Ret | Ret | 23† | 15  | 14  | Ret | 17  | 15  | 18  | 20  | 19  | DSQ | 25  | 14  | Ret | Ret | 22  | 17  | 12  | 14  | 8   | 12  | 9   | 10  | 24  | 14  | 12  | 14  | 17  | Ret | 10     |
| 24                                          | André Rudersdorf    | 20  | 14  | 24† | 20  | 17  | 16  | 25  | 20  | Ret | 21  | 20  | 10  | 20  | DSQ | 18  | 9   | 20  | 18  | 25  | 22  | 17  | 22  | 21  | 18  | 21  | 19  | 19  | 20  | Ret | 19  | 3      |
| 25                                          | John Bryant-Meisner |     |     |     |     |     |     |     |     |     |     |     |     |     |     |     |     |     |     |     |     |     |     |     |     | 15  | 10  | 16  | 13  | 14  | Ret | 2      |
| 26                                          | Måns Grenhagen      | Ret | Ret | DNS | 14  | 21† | 12  | 19  | 17  | 19  | 24  | EX  | Ret | Ret | 24  | Ret |     |     |     |     |     |     |     |     |     |     |     |     |     |     |     | 0      |
| 27                                          | Sandro Zeller       | 18  | 21  | NC  | NC  | 20  | Ret | Ret | 25  | 21  | 19  | 24  | 15  | 19  | 19  | 19  | 12  | 25  | Ret | 24  | 23  | 20  | 20  | 19  | 21  | 23  | 22  | 18  | 23  | 23  | 18  | 0      |
| 28                                          | Sean Gelael         | 14  | 16  | 17  | 24  | 16  | 18† | 21  | 27  | Ret | 23  | 22  | Ret | 22  | 17  | 20† | Ret | 21  | 15  | 20  | 18  | 13  | 17  | 20  | 20  | Ret | 21  | Ret | 25  | 24  | 13  | 0      |
| 29                                          | Gary Thompson       | 24  | 20  | 16  | 25  | Ret | 13  |     |     |     |     |     |     |     |     |     |     |     |     |     |     |     |     |     |     |     |     |     |     |     |     | 0      |
| 30                                          | Kevin Korjus        |     |     |     |     |     |     |     |     |     |     |     |     |     |     |     |     |     |     |     |     |     |     |     |     |     |     |     | Ret | Ret | 14  | 0      |
| 31                                          | Richard Goddard     | 15  | 24  | 19  | 23  | 15  | Ret | 27  | 24  | Ret | 15  | 21  | 18  | 24  | 18  | 16  | 19  | 24  | 16  | 21  | 21  | Ret | 18  | 18  | 16  | 25  | 17  | 15  | 22  | 20  | 20  | 0      |
| 32                                          | Tatiana Calderón    | 19  | 23  | 21  | 22  | 19  | 15  | 26  | 26  | 23  | 22  | 25  | 20  | 21  | 20  | 17  | Ret | 26  | Ret | 22  | 20  | 19  | 21  | 22  | 24  | 20  | 20  | 20  | 21  | 22  | Ret | 0      |
| 33                                          | Dmitry Suranovich   | 17  | 22  | 18  |     |     |     |     |     |     |     |     |     |     |     |     |     |     |     |     |     |     |     |     |     |     |     |     |     |     |     | 0      |
| 34                                          | Alfonso Celis Jr.   |     |     |     |     |     |     |     |     |     |     |     |     |     |     |     |     |     |     |     |     |     | Ret | 17  | Ret |     |     |     |     |     |     | 0      |
| 35                                          | Michela Cerruti     | 21  | Ret | 20  |     |     |     |     |     |     | 25  | 26  | 19  |     |     |     | 18  | 28  | 20  |     |     |     |     |     |     |     |     |     |     |     |     | 0      |
| 36                                          | Stefano Coletti     |     |     |     |     |     |     |     |     |     |     |     |     |     |     |     |     |     |     |     |     |     |     |     |     |     |     |     | Ret | 25  | DNS | 0      |
| Pilotos convidados inelegíveis para pontuar |                     |     |     |     |     |     |     |     |     |     |     |     |     |     |     |     |     |     |     |     |     |     |     |     |     |     |     |     |     |     |     |        |
|                                             | Daniil Kvyat        |     |     |     |     |     |     | 10  | 12  | 3   | 10  | 12  | 14  | 2   | 2   | 2   | Ret | 12  | Ret | 9   | 13  | 16  | 1   | 3   | 4   | 4   | 3   | 7   |     |     |     |        |
|                                             | Nick Cassidy        |     |     |     |     |     |     |     |     |     |     |     |     |     |     |     | 16  | 11  | 11  |     |     |     |     |     |     |     |     |     | 24  | 21  | 16  |        |
|                                             | Ed Jones            |     |     |     |     |     |     | 20  | 23  | 20  |     |     |     |     |     |     |     |     |     |     |     |     |     |     |     |     |     |     |     |     |     |        |
| Pos.                                        | Piloto              | R1  | R2  | R3  | R1  | R2  | R3  | R1  | R2  | R3  | R1  | R2  | R3  | R1  | R2  | R3  | R1  | R2  | R3  | R1  | R2  | R3  | R1  | R2  | R3  | R1  | R2  | R3  | R1  | R2  | R3  | Pontos |
| Pos.                                        | Piloto              | MNZ | MNZ | MNZ | SIL | SIL | SIL | HOC | HOC | HOC | BRH | BRH | BRH | RBR | RBR | RBR | NOR | NOR | NOR | NÜR | NÜR | NÜR | ZAN | ZAN | ZAN | VAL | VAL | VAL | HOC | HOC | HOC | Pontos |

† — Os pilotos não terminaram a corrida, mas foram classificados por terem completado mais de 90% da distância.

### Troféu da Equipe Ravenol
Antes de cada etapa, dois pilotos de cada equipe – se aplicável – são indicados para pontuar no campeonato das equipes.
| Pos. | Equipe                      | Pontos |
| ---- | --------------------------- | ------ |
| 1    | Prema Powerteam             | 810    |
| 2    | kfzteile24 Mücke Motorsport | 596    |
| 3    | Carlin                      | 498    |
| 4    | Fortec Motorsports          | 332    |
| 5    | EuroInternational           | 192    |
| 6    | ThreeBond with T-Sport      | 192    |
| 7    | Van Amersfoort Racing       | 126    |
| 8    | ma-con                      | 106    |
| 9    | Double R Racing             | 80,5   |
| 10   | URD Rennsport               | 44     |
| 11   | Jo Zeller Racing            | 2      |
| 12   | Romeo Ferraris              | 1      |